# Trigonospila pallipes
Trigonospila pallipes är en tvåvingeart som först beskrevs av Henry J. Reinhard 1953.  Trigonospila pallipes ingår i släktet Trigonospila och familjen parasitflugor. Inga underarter finns listade i Catalogue of Life.